# تسلا/رهون
تسلا/رهون (به آلمانی: Zella/Rhön) یک شهر در آلمان است که در وارتبورگکرایس واقع شده‌است. تسلا/رهون ۴۶۷ نفر جمعیت دارد.